# Хетерингтон, Джилл
Джиллиан «Джилл» Хетерингтон-Халтквист (англ. Gillian "Jill" Hetherington-Hultquist; р. 27 октября 1964 в Брамптоне, Онтарио) — бывшая канадская профессиональная теннисистка, специалист по игре в парах. Девятикратная чемпионка Канады в женском парном разряде, двукратная финалистка турниров Большого шлема в женском парном разряде и финалистка Открытого чемпионата Франции 1985 года в смешанном парном разряде.

## Спортивная карьера
Джилл Хетерингтон начала играть в теннис в подростковом возрасте. Она семь раз выигрывала национальное первенство среди девушек в одиночном и парном разрядах.
В 1983 году Хетерингтон выиграла международный юношеский турнир Теннисной ассоциации США в Филадельфии в парном разряде (с Жермен Охако). В этом же году она поступила в Университет Флориды на факультет психологии и за время учёбы (1983-1987) четырежды была избрана в символическую студенческую сборную США. В 1984 году она одержала победу на профессиональном турнире в Рио-де-Жанейро, также в парном разряде. На показательном теннисном турнире Олимпийских игр в Лос-Анджелесе она проиграла во втором круге будущей полуфиналистке Катрин Танвье. С 1985 года она выступает в Кубке Федерации за сборную Канады. В 1986 году, ещё во время учёбы в университете, она выходит в полуфинал Уимблдонского турнира в паре с американкой Патти Фендик, уже во втором круге победив посеянных вторыми Клаудию Коде-Кильш и Хелену Сукову.
По окончании университета Хетерингтон продолжила выступления в профессиональных турнирах. В первый же свой полный сезон в этом ранге она выиграла один турнир Женской теннисной ассоциации (WTA) в одиночном разряде и пять в парах, а также вышла с Фендик в финал Открытого чемпионата США, победив в полуфинале Штеффи Граф и Габриэлу Сабатини, а в финале уступив Робин Уайт и Джиджи Фернандес. В феврале 1988 года, после победы на турнире в Веллингтоне, Хетерингтон поднимается на 64 место в рейтинге среди теннисисток в одиночном разряде, высшее в своей карьере. На Олимпиаде в Сеуле в паре с Карлинг Бассет-Сегусо она побеждает аргентинок Мерседес Пас и Сабатини, но в четвертьфинале канадок останавливают Граф и Коде-Кильш. В одиночном разряде она также приняла участие в Олимпиаде и во втором круге проиграла Пэм Шрайвер. Успехи Фендик и Хетерингтон обеспечили им право выступить в итоговом турнире года WTA в парном разряде. В этом году Хетерингтон также добивается наивысшего в карьере успеха в Кубке Федерации: со сборной Канады она доходит до полуфинала Мировой группы, где её команда проигрывает 0-3 будущим чемпионкам из Чехословакии.
В первые месяцы 1989 года Фендик и Хетерингтон побеждают в трёх турнирах и ещё трижды играют в финалах, в том числе на Открытом чемпионате Австралии, где в полуфинале вновь обыгрывают Граф и Сабатини. В итоге в марте 1989 года Хетерингтон поднимается на высшую в своей карьере строчку в рейтинге и в парном разряде. В дальнейшем они не добиваются особых успехов, а после Открытого чемпионата США пара распадается; тем не менее успехов в начале года хватает им, чтобы второй раз подряд попасть в итоговый турнир сезона.
В 1991 году партнёршей Хетерингтон становится Кэти Риналди. Они доходят до полуфинала Открытого чемпионата Австралии, победив по пути посеянных третьими Наталью Звереву и Ларису Нейланд, и проигрывают первой паре турнира, Яне Новотной и Джиджи Фернандес в трёх сетах, при этом третий сет закончился со счётом 8-6. В дальнейшем они выигрывают два турнира (в том числе в Хьюстоне, где побеждают последовательно все три посеянные первыми пары) и ещё в двух доходят до финала, обеспечив себе участие в итоговом турнире года. На следующий год они повторяют этот успех, не выиграв ни одного турнира, но сыграв в ряде престижных финалов, включая турнир I категории в Майами. По итогам сезона Хетерингтон удостаивается награды WTA «За спортивное мастерство». В 1993 году Риналди и Хетерингтон вновь выходят в полуфинал Открытого чемпионата Австралии, победив в четвертьфинале посеянных третьими Кончиту Мартинес и Аранчу Санчес, и играют в трёх финалах, в том числе снова в Майами, обеспечив себе в третий раз подряд участие в итоговом турнире сезона.
В 1994 году со своей новой партнёршей Шон Стаффорд Хетерингтон выходит в финальный турнир года в четвёртый раз подряд и в шестой раз за карьеру, не только не выиграв ни одного турнира, но и ни разу не сыграв в финале. Последние её успехи датируются 1995 годом. В этом году она выходит в финал Открытого чемпионата Франции в смешанном парном разряде с Джоном-Лаффни де Ягером из ЮАР, в полуфинал Открытого чемпионата США в женских парах с Кристин Канс (Австралия) и выигрывает два последних турнира WTA в карьере. На Олимпиаде 1996 года в Атланте она ещё раз представляет Канаду в турнире женских пар (с Патрицией Хай); в первом круге они побеждают посеянных восьмыми японок Нагацуку и Сугияму и доходят до четвертьфинала, где проигрывают будущим серебряным призёрам Новотной и Суковой. В этом году она проводит и свой последний матч за сборную Канады в Кубке Федерации. Она заканчивает активную карьеру в 1996 году победами в двух турнирах Международной теннисной федерации (ITF), доведя число своих побед в турнирах этого ранга до восьми. Свой последний матч в турнирах WTA она проводит с Риналди-Станкел в ноябре 1996 года.
В настоящее время Джилл Хетерингтон тренирует теннисистов в Вашингтонском университете. В 2001 году она её имя было включено в списки Зала теннисной славы Канады.

## Участие в финалах турниров WTA (36)
| Легенда               |
| Большой шлем (3)      |
| Чемпионат WTA(0)      |
| I категория (2)       |
| II категория (4)      |
| III категория (5)     |
| IV & V категория (19) |
| VS (3)                |

### Одиночный разряд (1)

#### Победы (1)
| №  | Год        | Турнир                     | Покрытие | Соперница в финале | Счёт в финале |
| 1. | 7 фев 1988 | Веллингтон, Новая Зеландия | Хард     | Катрина Адамс      | 6-1, 6-1      |

### Женский парный разряд (34)

#### Победы (14)
| №   | Дата        | Турнир                                          | Покрытие | Партнёр         | Соперники в финале                 | Счёт в финале  |
| 1.  | 15 июл 1984 | Santista Textile Open, Рио-де-Жанейро, Бразилия | Хард     | Элен Пеллетье   | Кайли Коупленд Пенни Мейджер       | 6-3, 2-6, 7-67 |
| 2.  | 31 янв 1988 | Nutri-Metics, Окленд, Новая Зеландия            | Хард     | Патти Фендик    | Камми Мак-Грегор Синтия Мак-Грегор | 6-2, 6-1       |
| 3.  | 7 фев 1988  | Веллингтон, Новая Зеландия                      | Хард     | Патти Фендик    | Белинда Кордуэлл Джули Ричардсон   | 6-3, 6-3       |
| 4.  | 7 авг 1988  | VS of San Diego, США                            | Хард     | Патти Фендик    | Бетси Нагельсен Динки ван Ренсбург | 7-610, 6-4     |
| 5.  | 14 авг 1988 | VS of Los Angeles, США                          | Хард     | Патти Фендик    | Робин Уайт Джиджи Фернандес        | 7-62, 5-7, 6-4 |
| 6.  | 16 окт 1988 | Сан-Хуан, Пуэрто-Рико                           | Хард     | Патти Фендик    | Робин Уайт Джиджи Фернандес        | 6-4, 6-2       |
| 7.  | 5 фев 1989  | Nutri-Metics, Окленд, Новая Зеландия (2)        | Хард     | Патти Фендик    | Элизабет Смайли Джанин Томпсон     | 6-4, 6-4       |
| 8.  | 26 фев 1989 | VS of California, Окленд, США                   | Ковёр    | Патти Фендик    | Наталья Зверева Лариса Нейланд     | 7-5, 3-6, 6-2  |
| 9.  | 23 апр 1989 | Suntory Japan Open Tennis Championships, Токио  | Хард     | Элизабет Смайли | Бет Герр Энн Хендрикссон           | 6-1, 6-3       |
| 10. | 22 апр 1990 | Сингапур                                        | Хард     | Джо Дьюри       | Паскаль Паради-Маньон Катрин Суар  | 6-4, 6-1       |
| 11. | 21 апр 1991 | Хьюстон, США                                    | Грунт    | Кэти Риналди    | Патти Фендик Мэри-Джо Фернандес    | 6-1, 2-6, 6-1  |
| 12. | 4 авг 1991  | Mazda Tennis Classic, Сан-Диего (2)             | Хард     | Кэти Риналди    | Натали Тозья Джиджи Фернандес      | 6-4, 3-6, 6-2  |
| 13. | 5 фев 1995  | Amway Classic, Окленд, Новая Зеландия (3)       | Хард     | Элна Рейнах     | Каролин Вис Лаура Голарза          | 7-65, 6-2      |
| 14. | 19 ноя 1995 | Pattaya Women's Open, Таиланд                   | Хард     | Кристин Канс    | Кристин Годридж Нана Мияги         | 2-6, 6-4, 6-3  |

#### Поражения (20)
| №   | Дата        | Турнир                                                  | Покрытие | Партнёр           | Соперники в финале                   | Счёт в финале  |
| 1.  | 30 ноя 1987 | Буэнос-Айрес, Аргентина                                 | Грунт    | Кристиан Жолиссан | Мерседес Пас Габриэла Сабатини       | 2-6, 2-6       |
| 2.  | 7 дек 1987  | Гуаружа, Бразилия                                       | Хард     | Мерседес Пас      | Катрина Адамс Черил Джонс            | 4-6, 6-4, 4-6  |
| 3.  | 25 июл 1988 | Открытый чемпионат Северной Калифорнии, Аптос, США      | Хард     | Патти Фендик      | Лиз Грегори Ронни Рейс               | 3-6, 4-6       |
| 4.  | 29 авг 1988 | Открытый чемпионат США, Нью-Йорк                        | Хард     | Патти Фендик      | Робин Уайт Джиджи Фернандес          | 4-6, 1-6       |
| 5.  | 8 янв 1989  | Брисбен, Австралия                                      | Хард     | Патти Фендик      | Яна Новотна Хелена Сукова            | 7-64, 1-6, 2-6 |
| 6.  | 16 янв 1989 | Открытый чемпионат Австралии, Мельбурн                  | Хард     | Патти Фендик      | Мартина Навратилова Пэм Шрайвер      | 6-3, 3-6, 2-6  |
| 7.  | 27 фев 1989 | Чемпионат США на твёрдых кортах, Сан-Антонио            | Хард     | Патти Фендик      | Катрина Адамс Пэм Шрайвер            | 6-3, 1-6, 4-6  |
| 8.  | 29 янв 1990 | Nutri-Metics, Окленд, Новая Зеландия                    | Хард     | Робин Уайт        | Наталья Медведева Лейла Месхи        | 6-3, 3-6, 6-73 |
| 9.  | 5 ноя 1990  | Индианаполис, США                                       | Хард (i) | Катрина Адамс     | Мередит Макграт Патти Фендик         | 1-6, 1-6       |
| 10. | 18 фев 1991 | VS of Oklahoma, США                                     | Хард (i) | Катрина Адамс     | Мередит Макграт Энн Смит             | 2-6, 4-6       |
| 11. | 25 мар 1991 | Чемпионат США на твёрдых кортах, Сан-Антонио (2)        | Хард     | Кэти Риналди      | Моника Селеш Патти Фендик            | 6-72, 2-6      |
| 12. | 30 сен 1991 | Лейпциг, Германия                                       | Ковёр    | Кэти Риналди      | Манон Боллеграф Изабель Демонжо      | 4-6, 3-6       |
| 13. | 27 янв 1992 | Nutri-Metics Bendon Classic, Окленд, Новая Зеландия (2) | Хард     | Кэти Риналди      | Розалин Нидеффер Рафаэлла Реджи      | 6-1, 1-6, 5-7  |
| 14. | 24 фев 1992 | Matrix Essentials Evert Cup, Индиан-Уэллс, США          | Хард     | Кэти Риналди      | Клаудиа Коде-Кильш Стефани Реэ       | 3-6, 3-6       |
| 15. | 16 мар 1992 | Lipton International, Майами, США                       | Хард     | Кэти Риналди      | Лариса Нейланд Аранча Санчес Викарио | 5-7, 7-5, 3-6  |
| 16. | 13 апр 1992 | Хьюстон, США                                            | Грунт    | Кэти Риналди      | Патти Фендик Джиджи Фернандес        | 5-7, 4-6       |
| 17. | 1 фев 1993  | Nutri-Metics Bendon Classic, Окленд, Новая Зеландия (3) | Хард     | Кэти Риналди      | Изабель Демонжо Элна Рейнах          | 2-6, 4-6       |
| 18. | 12 мар 1993 | Lipton Championships, Майами (2)                        | Хард     | Кэти Риналди      | Лариса Нейланд Яна Новотна           | 2-6, 5-7       |
| 19. | 17 мая 1993 | Internationaux de Strasbourg, Франция                   | Грунт    | Кэти Риналди      | Шон Стаффорд Андреа Темешвари        | 6-75, 3-6, 4-6 |
| 20. | 1 янв 1996  | Amway Classic, Окленд, Новая Зеландия (4)               | Хард     | Кристин Канс      | Жюли Алар Элс Калленс                | 1-6, 0-6       |

### Смешанный парный разряд (1)

#### Поражения (1)
| №  | Дата        | Турнир                            | Покрытие | Партнёр             | Соперники в финале                    | Счёт в финале |
| 1. | 29 мая 1995 | Открытый чемпионат Франции, Париж | Грунт    | Джон-Лаффни де Ягер | Лариса Савченко-Нейланд Тодд Вудбридж | 6-78, 6-74    |